# Campionats del món de ciclisme en ruta de 2004
Els Campionats del món de ciclisme en ruta de 2004 es disputaren del 27 de setembre al 3 d'octubre de 2004 a Verona, Vèneto, Itàlia. La competició consistí en una cursa contrarellotge i una en ruta per a homes, dones, homes sub-23, homes i dones júniors.

## Resultats
|                                         | Or                            | Or         | Argent                        | Argent   | Bronze                            | Bronze  |
| Proves masculines professionals         |                               |            |                               |          |                                   |         |
| Cursa en línia masculina detalls        | Óscar Freire · Espanya        | 6h 57' 15" | Erik Zabel · Alemanya         | m. t.    | Luca Paolini · Itàlia             | m. t.   |
| Contrarellotge masculina detalls        | Michael Rogers · Austràlia    | 57' 30"    | Michael Rich · Alemanya       | + 12"    | Alexandre Vinokourov · Kazakhstan | + 25"   |
| Proves femenines elit                   |                               |            |                               |          |                                   |         |
| Cursa en línia femenina detalls         | Judith Arndt · Alemanya       | 3h 44' 38" | Tatiana Guderzo · Itàlia      | + 10"    | Anita Valen · Noruega             | + 12"   |
| Contrarellotge femenina detalls         | Karin Thürig · Suïssa         | 30' 53"    | Judith Arndt · Alemanya       | + 52"    | Zulfià Zabírova · Rússia          | + 57"   |
| Proves masculines sub-23                |                               |            |                               |          |                                   |         |
| Cursa en línia masculina sub-23 detalls | Kanstantsin Siutsou · Belarús | 4h 33' 33" | Thomas Dekker · Països Baixos | + 1' 01" | Mads Christensen · Dinamarca      | +1' 02" |
| Contrarellotge masculina sub-23 detalls | Janez Brajkovic · Eslovènia   | 46' 56"    | Thomas Dekker · Països Baixos | + 18"    | Vincenzo Nibali · Itàlia          | + 19"   |
| Proves masculines júniors               |                               |            |                               |          |                                   |         |
| Cursa en línia masculina júnior detalls | Roman Kreuziger · Txèquia     | 3h 25' 39" | Rafaâ Chtioui · Tunísia       | m. t.    | Simon Spilak · Eslovènia          | +6"     |
| Contrarellotge masculina júnior detalls | Patrick Gretsch · Alemanya    | 30' 29"    | Roman Kreuziger · Txèquia     | + 15"    | Stefan Schäfer · Alemanya         | + 16"   |
| Proves femenines júniors                |                               |            |                               |          |                                   |         |
| Cursa en línia femenina júnior detalls  | Marianne Vos · Països Baixos  | 2h 11' 44" | Marta Bastianelli · Itàlia    | + 30"    | Ellen van Dijk · Països Baixos    | m. t.   |
| Contrarellotge femenina júnior detalls  | Tereza Hurikova · Txèquia     | 22' 14"    | Rebecca Much · Estats Units   | + 5"     | Amanda Spratt · Austràlia         | m. t.   |

## Medaller
| Posició | País          | Or | Plata | Bronze | Total |
| 1       | Alemanya      | 2  | 3     | 1      | 6     |
| 2       | Txèquia       | 2  | 1     | -      | 3     |
| 3       | Països Baixos | 1  | 2     | 1      | 4     |
| 4       | Austràlia     | 1  | -     | 1      | 2     |
| 4       | Eslovènia     | 1  | -     | 1      | 2     |
| 6       | Suïssa        | 1  | -     | -      | 1     |
| 6       | Espanya       | 1  | -     | -      | 1     |
| 6       | Belarús       | 1  | -     | -      | 1     |
| 9       | Itàlia        | -  | 2     | 2      | 4     |
| 10      | Tunísia       | -  | 1     | -      | 1     |
| 10      | Estats Units  | -  | 1     | -      | 1     |
| 12      | Dinamarca     | -  | -     | 1      | 1     |
| 12      | Kazakhstan    | -  | -     | 1      | 1     |
| 12      | Noruega       | -  | -     | 1      | 1     |
| 12      | Rússia        | -  | -     | 1      | 1     |